# 1992年冬季残疾人奥林匹克运动会瑞士代表团
1992年冬季残疾人奥林匹克运动会瑞士代表团是瑞士派出的1992年冬季残疾人奥林匹克运动会代表团。获得3枚金牌、8枚银牌和4枚铜牌。